# 2. kniha Samuelova
2. kniha Samuelova, hebrejsky  שמואל ב Šmu'el bet, je jedna z knih Starého zákona. Řecká Septuaginta ji nazývá Βασιλειῶν Βʹʹ (basileión 2 - „2. kniha královská“ resp. "králů"); 1. kniha královská odpovídá 1. knize Samuelově, kdežto 3. a 4. odpovídají 1. a 2. knize královské. Septuaginta i křesťanské Bible řadí tuto knihu mezi knihy historické, hebrejská Bible ji počítá mezi knihy prorocké, neboť za jejího autora byl tradičně považován prorok Samuel. Podle něj také dostala tato kniha jméno, i když Samuel není jedinou ani hlavní postavou vyprávění.
Je čtvrtou z knih tzv. deuteronomistického dějepisného díla. Spolu s ostatními knihami tohoto celku pojednává o dějinách izraelského národa. Vznik knihy se – stejně jako vznik ostatních knih deuteronomistického komplexu – nejčastěji klade do druhé poloviny 6. století př. n. l.

## Obsah
Kniha navazuje plynule na První knihu Samuelovu a popisuje dějiny izraelského národa za panování krále Davida. Autoři zpracovávají četné starší materiály a zapracovávají je do jednotného vyprávění. Kniha obsahuje následující hlavní události:
1. Davidův nárok na trůn a jeho boj proti Saulovým potomkům (1–4)
2. Dobytí Jeruzaléma (5–6)
3. Davidův hřích s ženou Batšebou (7–12)
4. Abšalomova vzpoura, porážka a smrt (13–18)
5. Různá vyprávění o Davidovi (19–23)
6. Druhý Davidův hřích (sčítání lidu) (24)

Z historického hlediska zpracovává 2. kniha Samuelova události, kladené přibližně do 1. poloviny 10. století př. n. l. Kniha je zaměřena na osobu krále Davida, na vyzdvižení jeho ctností a legitimování jeho nároků. David těmto autorům slouží jako příklad pro všechny následující krále (jejichž vláda je popsána v Knihách královských). Všichni následující králové budou hodnoceni podle toho, nakolik se přiblížili Davidovskému ideálu.
I když David podle 2. knihy Samuelovy dvakrát těžce zhřešil (jednou s Uriášovou ženou Batšebou, podruhé tím, že sečetl lid), využívají toho autoři k tomu, aby Davida vyzdvihli jako vzor kajícnosti, obrácení a nápravy.